# Венеция (провинция)
Вене́ция (итал. Provincia di Venezia, вен. Provincia de Venesia) — упразднённая провинция в Италии, в области Венеция. 
Столица — город Венеция. Население около 863 тыс. человек, площадь 2472,91 км².
1 января 2015 года вместо провинции была образована новая территориальная единица метрополитенский город Венеция.

## Административное деление
В состав провинции входили 44 коммуны:

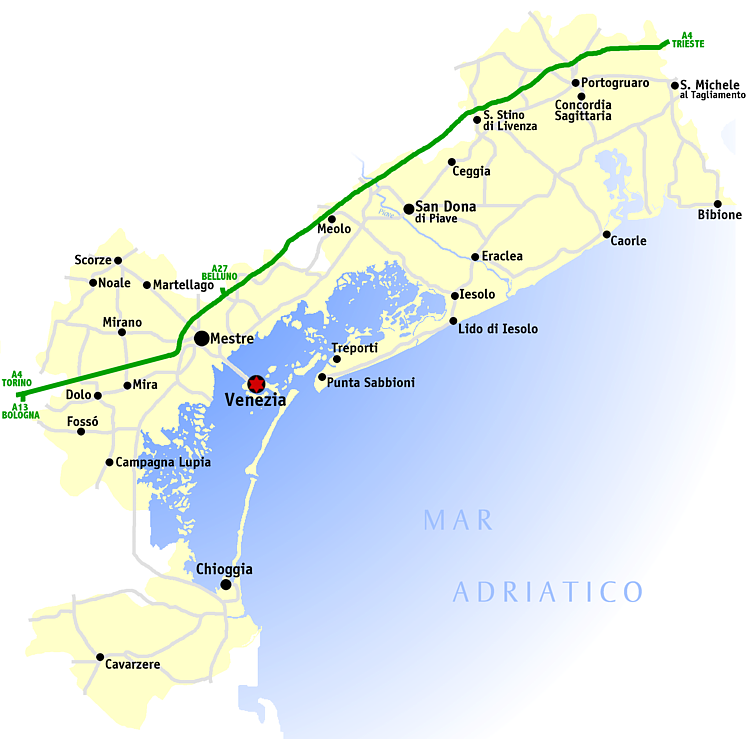
Карта провинции

- Анноне-Венето,
- Кампанья-Лупия,
- Камполонго-Маджоре,
- Кампоногара,
- Каорле,
- Каваллино-Трепорти,
- Каварцере,
- Чеджа,
- Кьоджа,
- Чинто-Каомаджоре,
- Кона,
- Конкордия-Саджиттария,
- Доло,
- Эраклея,
- Фиессо-д'Артико,
- Фоссальта-ди-Пьяве,
- Фоссальта-ди-Портогруаро,
- Фоссо,
- Груаро,
- Езоло,
- Маркон,
- Мартеллаго,
- Меоло,
- Мира,
- Мирано,
- Музиле-ди-Пьяве,
- Ноале,
- Новента-ди-Пьяве,
- Пьянига,
- Портогруаро,
- Прамаджоре,
- Куарто-д'Альтино,
- Сальцано,
- Сан-Дона-ди-Пьяве,
- Сан-Микеле-аль-Тальяменто,
- Санта-Мария-ди-Сала,
- Санто-Стино-ди-Ливенца,
- Скорце,
- Спинея,
- Стра,
- Тельо-Венето,
- Торре-ди-Мосто,
- Венеция,
- Вигоново.